# Shahnaz
Shahnaz (persiska: شهناز) är ett persiskt förnamn, som kan användas av både kvinnor och män. Det kan betyda  "skön melodi" eller "shahens stolthet". 
I Sverige finns ca 200 kvinnor som bär namnet Shahnaz.

## Kända bärare
- Shahnaz Pahlavi, prinsessa
- Shahnaz Sheikh, pakistansk ishockeyspelare
- Shahnaz Hussain, indisk entreprenör